# Aurélien Raphaël
Aurélien Raphaël (* 25. April 1988 in Juvisy-sur-Orge) ist ein französischer Triathlet. Er ist Junioren-Weltmeister Triathlon (2007) und französischer Meister Triathlon (2019).

## Werdegang
Aurélien Raphaël hat sich im Triathlon auf die Sprint- und Kurzdistanzen spezialisiert.
2005 wurde Aurélien Raphaël in Japan Dritter bei der Junioren-Weltmeisterschaft Triathlon und 2006 Junioren-Europameister.

### Junioren-Weltmeister Triathlon 2007
Im Juni 2007 wurde er Vize-Europameister der Junioren und im August wurde er in Hamburg Junioren-Weltmeister.
Seit Ende 2012 startet er in Frankreich für den Verein Poissy Triathlon.
Im Juni 2019 wurde der 31-Jährige in Metz französischer Meister Triathlon, neben Emmie Charayron bei den Frauen.
Aurélien Raphaël wird trainiert von Pierre Houseaux, dem Leiter der Triathlon-Sektion am Pôle Boulouris,.

## Sportliche Erfolge
| Datum/Jahr    | Rang | Wettbewerb                                     | Austragungsort     | Zeit     | Bemerkung                                     |
| ------------- | ---- | ---------------------------------------------- | ------------------ | -------- | --------------------------------------------- |
| 30. Juni 2019 | 1    | FRA Triathlon National Championships           | Metz               | 00:52:19 | Französischer Staatsmeister Sprint-Triathlon  |
| 27. Mai 2018  | 2    | FRA Triathlon National Championships           | Gray (Haute-Saône) | 00:54:53 |                                               |
| 28. Okt. 2017 | 1    | ITU Triathlon World Cup                        | Tongyeong          | 00:52:00 | Sieger, neben Summer Rappaport bei den Frauen |
| 3. Sep. 2017  | 3    | FRA Triathlon National Championships           | Quiberon           | 00:49:10 |                                               |
| 22. Mai 2016  | 3    | FRA Triathlon National Championships           | Dunkerque          | 00:54:15 |                                               |
| 4. Okt. 2015  | 6    | FRA Triathlon National Championships           | Nizza              | 00:55:22 |                                               |
| 28. Sep. 2014 | 5    | FRA Triathlon National Championships           | Nizza              | 00:54:05 |                                               |
| 29. Sep. 2013 | 3    | FRA Triathlon National Championships           | Nizza              | 00:56:41 |                                               |
| 31. Aug. 2007 | 1    | ITU Triathlon World Championship Junior Men    | Hamburg            | 00:53:43 | Junioren-Weltmeister                          |
| 29. Juni 2007 | 2    | ETU Triathlon European Championship Junior Men | Kopenhagen         |          | Junioren-Vize-Europameister                   |
| 23. Juni 2006 | 1    | ETU Triathlon European Championship Junior Men | Autun              |          | Junioren-Europameister                        |
| 10. Sep. 2005 | 3    | ITU Triathlon World Championship Junior Men    | Gamagōri           | 00:55:46 | Junioren-Weltmeisterschaft                    |

(DNF – Did Not Finish)